# Coelichneumon quadraticeps
Coelichneumon quadraticeps là một loài tò vò trong họ Ichneumonidae.